# Pollex philippini
Pollex philippini là một loài bướm đêm thuộc họ Erebidae. Nó được tìm thấy ở Philippines.
Sải cánh dài khoảng 13 mm. Cánh trước nâu hơi đen. Cánh dưới nâu đồng nhất.